# نيكيتا دياشينكو
نيكيتا دياشينكو (2 مايو 1996 بخاباروفسك في روسيا - ) هو لاعب كرة قدم روسي في مركز الهجوم.